# Jean-Baptiste Bozi
Jean-Baptiste Bozi, né le 7 mars 1746 à Furiani (Haute-Corse) et mort le 18 avril 1805 à Ajaccio (Corse-du-Sud), est un homme politique français.

## Biographie
Juge criminel à Furiani, il est député de la Corse à la Convention, siégeant avec les modérés. Il vote la réclusion de Louis XVI. Il entre au Conseil des Anciens le 23 vendémiaire an IV.

## Sources
- « Jean-Baptiste Bozi », dans Adolphe Robert et Gaston Cougny, Dictionnaire des parlementaires français, Edgar Bourloton, 1889-1891 [détail de l’édition]